# Sofia Margarida de Oettingen-Oettingen
Sofia Margarida de Oettingen-Oettingen (Ulm, 9 de dezembro de 1634 — Ansbach, 26 de julho de 1664) foi uma marquesa consorte de Brandemburgo-Ansbach e avó paterna da princesa Carolina de Ansbach, esposa do rei Jorge II da Grã-Bretanha.

## Casamento
Sofia Margarida casou-se no dia 15 de outubro de 1651, em Oettingen, com o marquês Alberto II de Brandemburgo-Ansbach. 

## Descendência
O casal teve cinco filhos:
1. Luísa Sofia de Brandemburgo-Ansbach (9 de dezembro de 1652 - 15 de julho de 1686), morreu aos trinta-e-três anos de idade; sem descendência;
2. João Frederico de Brandemburgo-Ansbach (18 de outubro de 1654 – 22 de março de 1686), marquês de Brandemburgo-Ansbach; casado primeiro com a marquêsa Joana Isabel de Baden-Durlach; com descendência. Casado depois com a duquesa Leonor Edmunda de Saxe-Eisenach; com descendência;
3. Alberto Ernesto de Brandemburgo-Ansbach (20 de outubro de 1659 - 20 de outubro de 1674), morreu aos quinze anos de idade; sem descendência;
4. Doroteia Carlota de Brandemburgo-Ansbach (28 de novembro de 1661 - 15 de novembro de 1705), casada com Ernesto Luís, Conde de Hesse-Darmstadt; com descendência;
5. Leonor Juliana de Brandemburgo-Ansbach (23 de outubro de 1663 – 4 de março de 1724), casada com o duque Frederico Carlos de Württemberg-Winnental; com descendência.

## Genealogia
| Sofia Margarida de Oettingen-Oettingen | Pai: Joaquim Ernesto de Oettingen-Oettingen | Avô paterno: Luís Eberardo de Oettingen                | Bisavô paterno: Godofredo de Oettingen            |
| Sofia Margarida de Oettingen-Oettingen | Pai: Joaquim Ernesto de Oettingen-Oettingen | Avô paterno: Luís Eberardo de Oettingen                | Bisavó paterna: Joana de Hohenlohe-Waldenburg     |
| Sofia Margarida de Oettingen-Oettingen | Pai: Joaquim Ernesto de Oettingen-Oettingen | Avó paterna: Margarida de Erbach                       | Bisavô paterno: Jorge III de Erbach               |
| Sofia Margarida de Oettingen-Oettingen | Pai: Joaquim Ernesto de Oettingen-Oettingen | Avó paterna: Margarida de Erbach                       | Bisavó paterna: Ana de Solms-Laubach              |
| Sofia Margarida de Oettingen-Oettingen | Mãe: Sibila de Solms-Sonnenwalde            | Avô materno: Henrique Guilherme I de Solms-Sonnenwalde | Bisavô materno: João Jorge I de Solms-Sonnenwalde |
| Sofia Margarida de Oettingen-Oettingen | Mãe: Sibila de Solms-Sonnenwalde            | Avô materno: Henrique Guilherme I de Solms-Sonnenwalde | Bisavó materna: Margarida de Schönburg-Glauchau   |
| Sofia Margarida de Oettingen-Oettingen | Mãe: Sibila de Solms-Sonnenwalde            | Avó materna: Sofia Doroteia de Mansfeld-Arnstein       | Bisavô materno: Guilherme de Mansfeld-Arnstein    |
| Sofia Margarida de Oettingen-Oettingen | Mãe: Sibila de Solms-Sonnenwalde            | Avó materna: Sofia Doroteia de Mansfeld-Arnstein       | Bisavó materna: Matilde de Nassau                 |